# LP Trianguli Australis
LP Trianguli Australis (LP TrA / HD 150549 / HR 6204) es un sistema estelar en la constelación del Triángulo Austral. Se encuentra a 627 años luz de distancia del sistema solar.
La componente principal, de magnitud aparente +5,13, es una estrella blanca de tipo espectral ApSi y 12.800 K de temperatura. La p indica que pertenece al grupo de las estrellas químicamente peculiares o estrellas Ap, que se caracterizan por su lenta velocidad de rotación en comparación con otras estrellas de tipo A; la de LP Trianguli Australis es de 56 km/s. La intensidad media de su campo magnético superficial es de 0,5 kG. Catalogada como una variable Alfa2 Canum Venaticorum, su variación de brillo es de 0,033 magnitudes con un período de 3,76 días, valor típico dentro de estas variables.
A 25 segundos de arco se encuentra una estrella de magnitud 11,5; a 6 segundos de arco de esta última existe una tercera estrella más tenue de magnitud 12.